# Hovězí sérový albumin

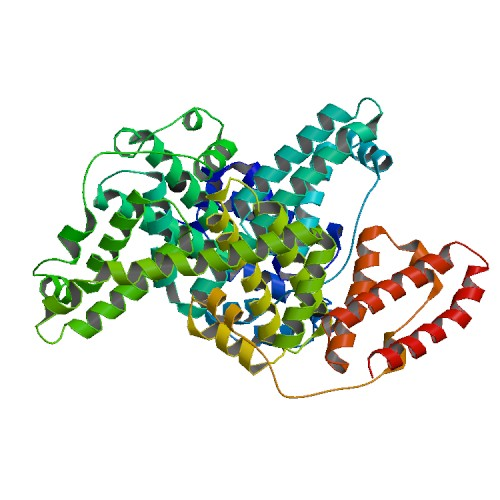
Hovězí sérový albumin

Hovězí sérový albumin (BSA, bovine serum albumine) je jedním z mnoha albuminů (proteinů krevního séra).

## Laboratorní použití
BSA je jedním ze základních proteinů v biochemické laboratoři a nachází uplatnění v mnoha experimentech. Nejčastější použití:
- referenční (modelový) protein se kterým se srovnávají vlastnosti jiných proteinů
- marker molekulových hmotností (SDS-elektroforesa, nativní elektroforesy, gelová chromatografie)
- blokátor volných vazebných míst (ELISA, ELBA, western blotting)
- proteinová součást různých médii pro práci s buňkami
- nosič haptenů při imunizaci a při imunoesejích

## Vlastnosti BSA
Řetězec obsahuje 583 aminokyselin, které jsou větveny do dvou řetězců.
Fyzikální vlastnosti BSA:
- Počet aminokyselinových zbytků: 583
- Molekulární váha: 66 463 Da (= 66,5 kDa)
- izoelektrický bod ve vodě při 25 °C: 4.7[1]
- Extinkční koeficient 43,824 M−1cm−1 při 279 nm[2]
- Velikost: 140 × 40 × 40 Å (protáhlý elipsoid, kde a = b < c)[3]
- pH 1% roztoku: 5.2-7[4][5]
- Optická rotace: [α]259: -61°; [α]264: -63°
- Stokesův poloměr (rs): 3.48 nm[6]
- Sedimentační konstanta, S20,W × 1013: 4.5 (monomer), 6.7 (dimer)[4][5]
- Difuzní konstanta, D20,W × 10−7 cm2/s: 5.9[4][5]
- Částečný specifický objem, V20: 0.733[4][5]
- Vnitřní viskozita, η: 0.0413[4][5]
- Frikční koeficient, f/f0: 1.30[4][5]
- Přírůstek indexu lomu (578 nm) × 10−3: 1.90[4][5]
- Optická absorbance, A279 nm1 g/L: 0.667[4][5]

## Izolace BSA

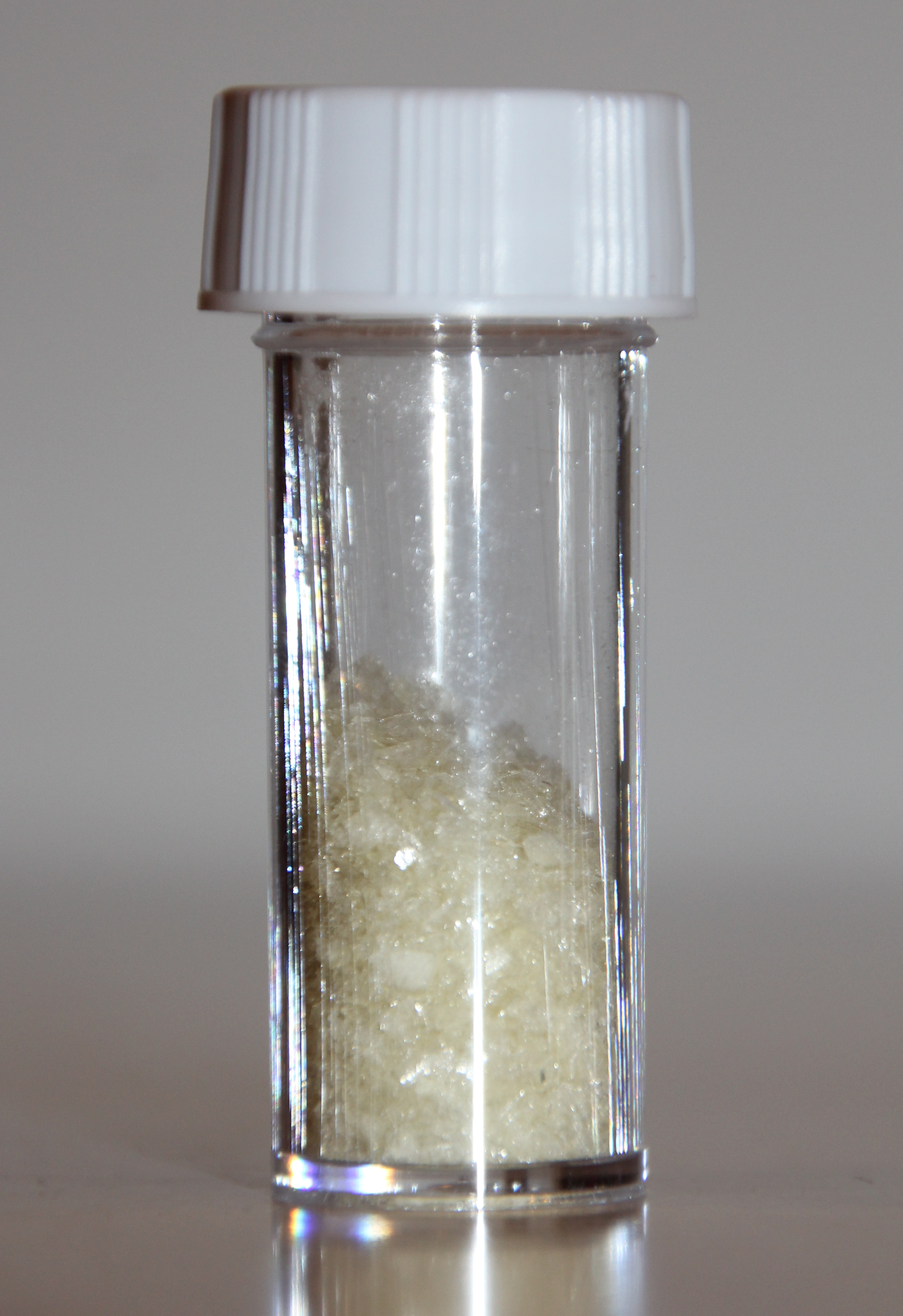
Vzorek hovězího sérového albuminu (BSA)

BSA tvoří asi 50 % všech proteinů séra skotu. Izoluje se tzv. Cohnovým procesem (extrakcí), která využívá rozdílné rozpustnosti BSA a jiných sérových proteinů v prostředích o různém pH, koncentraci ethanolu, iontové síle a teplotě. Víceméně čistý BSA (s příměsí imunoglobulinů) se označuje také jako V. Cohnova frakce. Pokud je zapotřebí ještě větší čistoty, je nutné tuto frakci podrobit dalšímu přečištění (např. chromatografii na Blue-Sepharose). Za nativních podmínek se vyskytuje jako směs monomeru a dimeru.

## Biologická funkce BSA
Díky hydrofobní kapse na svém povrchu slouží v krvi jako nosič hydrofobních látek, které by měly jinak příliš nízkou rozpustnost (např. steroidní hormony) podobně jako jiné analogické sérové albuminy (např. lidský sérový albumin – HSA, prasečí sérový albumin – PSA). Díky vysoké koncentraci BSA v krvi se významně uplatňuje i jako pufrační činidlo a napomáhá tak udržovat stabilní pH krve.